# تسالة المرجة
مدينة جزائرية تابعة لولاية الجزائر هي بلدية تابعة لدائرة بئر توتة
- عدد السكان في 2006 كان 11,850ن
- الرمز البريدي 09410
- من اشهر احياءها : كاترشومان - سيدي عباد - لاسيتي

## مواضيع ذات صلة
- تاريخ ولاية الجزائر
- بلديات ولاية الجزائر
- دوائر ولاية الجزائر